# Billal Brahimi
Ne doit pas être confondu avec Bilal Brahimi.
Pour les articles homonymes, voir Brahimi.
Billal Brahimi né le 14 mars 2000 à Paris en France, est un footballeur international algérien qui joue au poste d'ailier gauche à l'OGC Nice.

## Biographie

### Débuts professionnels
Originaire de la région parisienne, Billal Brahimi commence le football au Cergy-Pontoise FC, où il joue à partir des U10 jusqu'à rejoindre les U16 de l'AS Saint-Ouen-l'Aumône. Il passe ensuite par le Portugal, au Leixões SC, puis poursuit sa progression au Middlesbrough FC. Brahimi rejoint le Stade de Reims en juillet 2019.

### Le Mans FC
En août 2020 Billal Brahimi rejoint Le Mans FC, où il est prêté par Reims pour une saison,. Il s'impose au Mans comme un joueur clé, terminant meilleur buteur (12 buts) et meilleur passeur (10 passes décisives) du club, ce qui lui vaut d'être nommé parmi les révélations de la saison 2020-2021 du National. Il est en outre le joueur de National ayant délivré le plus de passes clés. Il est l'auteur de deux doublés cette saison-là, sur la pelouse du Sporting Club de Lyon, puis sur la pelouse de l'US Orléans. Il est par ailleurs présent dans l'équipe-type du National cette saison-là.

### Angers SCO
Le 8 septembre 2021 est annoncée l'arrivée de Billal Brahimi au Angers SCO, en provenance du Stade de Reims. Il fait sa première apparition sous ses nouvelles couleurs, et en Ligue 1, le 22 septembre suivant, contre l'Olympique de Marseille. Il entre en jeu à la place d'Angelo Fulgini lors de cette rencontre qui se termine sur un match nul (0-0).

### OGC Nice
En janvier 2022, Billal Brahimi rejoint l'OGC Nice pour un contrat de quatre ans et demi,. Le montant du transfert s'élève à environ sept millions d'euros.
Le 10 février 2023, Billal Brahimi se fait remarquer lors d'un match de Ligue 1 face à l'AC Ajaccio en réalisant son premier doublé. Entré en cours de jeu, il contribue à la victoire des Aiglons par trois buts à zéro ce jour-là,.

### Prêt au Stade brestois
Le 1er septembre 2023, Billal Brahimi rejoint le Stade brestois 29 sous la forme d'un prêt d'une saison, sans option d'achat.

### En sélection
Billal Brahimi possède des origines algériennes mais il représente son pays de naissance en sélection de jeunes. Il joue notamment deux matchs avec l'équipe de France des moins de 19 ans en octobre 2018.
Toutefois, Brahimi est approché par la FAF en 2019, et donne son accord pour rejoindre l'équipe d'Algérie des moins de 23 ans, sans être appelé par la suite. En octobre 2021, rencontré par un journaliste en zone mixte après un match face au PSG, il ne cache pas son intérêt pour les Fennecs. Le 27 mai 2022 il est appelé par Djamel Belmadi pour la première fois afin de disputer les 2 matchs de qualifications à la coupe d'Afrique 2023, contre l'Ouganda et la Tanzanie.

### Style de jeu
Gaucher, Billal Brahimi est à l'aise des deux pieds et est capable de jouer en tant qu'ailier aussi bien à gauche qu'à droite. Il est décrit comme un joueur athlétique, rapide et capable de répéter les efforts. C'est un joueur collectif mais qui peut également faire la différence tout seul et il est reconnu pour sa puissante frappe de balle. Franck Chalençon, son ancien entraîneur avec la réserve du Stade de Reims précise que Brahimi est plus performant dans un football de transition que dans un football de possession.

## Statistiques

### En club
| Saison                | Club                     | Championnat           | Championnat | Championnat | Championnat | Coupe nationale | Coupe nationale | Coupe nationale | Coupe de la Ligue | Coupe de la Ligue | Coupe de la Ligue | Compétition(s) continentale(s) | Compétition(s) continentale(s) | Compétition(s) continentale(s) | Compétition(s) continentale(s) | Total | Total | Total |
| Saison                | Club                     | Division              | M.          | B.          | P.d.        | M.              | B.              | P.d.            | M.                | B.                | P.d.              | Comp.                          | M.                             | B.                             | P.d.                           | M.    | B.    | P.d.  |
| 2018-2019             | Middlesbrough FC         | Championship          | -           | -           | -           | -               | -               | -               | 1                 | 0                 | 0                 | -                              | -                              | -                              | -                              | 1     | 0     | 0     |
| 2019-2020             | Stade de Reims rés.      | National 2            | 20          | 5           | 4           | -               | -               | -               | -                 | -                 | -                 | -                              | -                              | -                              | -                              | 20    | 5     | 4     |
| 2020-2021             | Le Mans FC (prêt)        | National              | 34          | 12          | 9           | -               | -               | -               | -                 | -                 | -                 | -                              | -                              | -                              | -                              | 34    | 12    | 9     |
| 2021-2022             | Angers SCO               | Ligue 1               | 9           | 0           | 2           | -               | -               | -               | -                 | -                 | -                 | -                              | -                              | -                              | -                              | 9     | 0     | 2     |
| 2021-2022             | OGC Nice                 | Ligue 1               | 11          | 0           | 0           | 4               | 0               | 0               | -                 | -                 | -                 | -                              | -                              | -                              | -                              | 15    | 0     | 0     |
| 2022-2023             | OGC Nice                 | Ligue 1               | 26          | 3           | 2           | 1               | 0               | 0               | -                 | -                 | -                 | C4                             | 10                             | 2                              | 0                              | 37    | 5     | 2     |
| 2023-2024             | OGC Nice                 | Ligue 1               | 2           | 0           | 0           | -               | -               | -               | -                 | -                 | -                 | -                              | -                              | -                              | -                              | 2     | 0     | 0     |
| 2024-2025             | OGC Nice                 | Ligue 1               | 2           | 0           | 0           | -               | -               | -               | -                 | -                 | -                 | -                              | -                              | -                              | -                              | 2     | 0     | 0     |
| 2025-2026             | OGC Nice                 | Ligue 1               | -           | -           | -           | -               | -               | -               | -                 | -                 | -                 | C1                             | -                              | -                              | -                              | 0     | 0     | 0     |
| Sous-total            | Sous-total               | Sous-total            | 41          | 3           | 2           | 5               | 0               | 0               | -                 | -                 | -                 | -                              | 10                             | 2                              | 0                              | 56    | 5     | 2     |
| 2023-2024             | Stade brestois 29 (prêt) | Ligue 1               | 18          | 0           | 0           | 2               | 0               | 0               | -                 | -                 | -                 | -                              | -                              | -                              | -                              | 20    | 0     | 0     |
| 2024-2025             | Saint-Trond VV (prêt)    | Jupiler Pro League    | 27          | 2           | 4           | 1               | 0               | 0               | -                 | -                 | -                 | -                              | -                              | -                              | -                              | 28    | 2     | 4     |
| Total sur la carrière | Total sur la carrière    | Total sur la carrière | 149         | 22          | 21          | 8               | 0               | 0               | 1                 | 0                 | 0                 | -                              | 10                             | 2                              | 0                              | 168   | 24    | 21    |

### En sélection nationale
| Saison                | Sélection             | Phases finales        | Phases finales | Phases finales | Phases finales | Éliminatoires CDM | Éliminatoires CDM | Éliminatoires CDM | Éliminatoires CAN | Éliminatoires CAN | Éliminatoires CAN | Matchs amicaux | Matchs amicaux | Matchs amicaux | Total | Total | Total |
| Saison                | Sélection             | Compétition           | M              | B              | Pd             | M                 | B                 | Pd                | M                 | B                 | Pd                | M              | B              | Pd             | M     | B     | Pd    |
| --------------------- | --------------------- | --------------------- | -------------- | -------------- | -------------- | ----------------- | ----------------- | ----------------- | ----------------- | ----------------- | ----------------- | -------------- | -------------- | -------------- | ----- | ----- | ----- |
| 2021-2022             | Algérie               | -                     | -              | -              | -              | -                 | -                 | -                 | 2                 | 0                 | 0                 | 1              | 0              | 0              | 3     | 0     | 0     |
| 2022-2023             | Algérie               | -                     | -              | -              | -              | -                 | -                 | -                 | -                 | -                 | -                 | 1              | 0              | 0              | 1     | 0     | 0     |
| Total sur la carrière | Total sur la carrière | Total sur la carrière | -              | -              | -              | -                 | -                 | -                 | 2                 | 0                 | 0                 | 2              | 0              | 0              | 4     | 0     | 0     |

### Matchs internationaux
Le tableau suivant liste les rencontres de l'équipe d'Algérie dans lesquelles Billal Brahimi a été sélectionné depuis le 4 juin 2022 jusqu'à présent.

## Palmarès et distinctions

### Palmarès en club
| OGC Nice                               |
| -------------------------------------- |
| - Coupe de France : - Finaliste : 2022 |

### Distinctions individuelles
- Équipe-type de National 2020-2021 [21]
- trophée du plus beau but de la saison en Ligue 1 2022-2023 [22]